# Faberia
 Faberia  Hemsl. ex F.B.Forbes & Hemsl., 1888 è un genere di piante angiosperme dicotiledoni della famiglia delle Asteraceae.

## Etimologia
Il nome scientifico del genere è stato definito per la prima volta dai botanici William Botting Hemsley (1843-1924), Francis Blackwell Forbes (1839-1908) e William Botting Hemsley (1843-1924) nella pubblicazione " Journal of the Linnean Society. Botany. London" ( J. Linn. Soc., Bot. 23: 479) del 1888.

## Descrizione
Habitus. Queste piante sono caratterizzate da specie con cicli biologici perenni e portamenti rosulati con habitat in prevalenza montani. Negli organi interni sono presenti dei canali laticiferi.
Fusto. I fusti sono eretti e ascendenti; in alcune specie nella parte apicale sono presenti delle ghiandole. I fusti sono abbastanza fogliosi in alcune specie, in altre no (fusti privi di foglie). Le radici in genere sono di tipo fittonante.
Foglie.  Le foglie possono essere sia basali che cauline e sono disposte lungo il fusto in modo alterno; sono sessili o picciolate. Le lamine hanno varie forme: lirate, pennate o indivise. La consistenza è coriacea.
Infiorescenza. Le infiorescenze sono composte da capolini snelli con pochi fiori (non più di una decina). I capolini, solamente di tipo radiato (ligulifloro), sono formati da un involucro, a forma da più o meno strettamente cilindrica a più o meno strettamente campanulata, composto da diverse brattee (o squame) all'interno delle quali un ricettacolo fa da base ai fiori ligulati. Le brattee, glabre e con forme lineari-lanceolate, sono diverse e disposte su due serie (e più) spiralate e embricate: le serie esterne hanno le brattee più lunghe di quelle interne. Il ricettacolo è nudo (senza pagliette).
Fiori. I fiori (5 - 30 per capolino) sono tetra-ciclici (ossia sono presenti 4 verticilli: calice – corolla – androceo – gineceo) e pentameri (ogni verticillo ha in genere 5 elementi). I fiori sono inoltre ermafroditi e zigomorfi.
- Formula fiorale:

*/x K {\displaystyle \infty }, [C (5), A (5)], G 2 (infero), achenio
- Calice: i sepali del calice sono ridotti ad una coroncina di squame.
- Corolla: le corolle sono formate da una ligula terminante con 5 denti; il colore varia dal rossastro al bluastro; la superficie può essere sia pubescente che glabra.
- Androceo: gli stami sono 5 con filamenti liberi e distinti, mentre le antere sono saldate in un manicotto (o tubo) circondante lo stilo.[12] Le antere sono caudate e alla base sono acute. Il polline è tricolporato.[13]
- Gineceo: lo stilo è filiforme. Gli stigmi dello stilo sono due divergenti e ricurvi con la superficie stigmatica posizionata internamente (vicino alla base).[14] L'ovario è infero uniloculare formato da 2 carpelli.

Frutti. I frutti sono degli acheni con pappo. L'achenio con forme da subcilindriche a strettamente ellissoidi (debolmente compresse) e con alcune coste (5 principali e 1 o 2 coste più strette nel mezzo delle prime) è colorato da bruno a bruno rossastro. In alcune specie alla sommità dell'achenio è presente un becco oppure più facilmente è troncato. Il carpoforo è a forma d'imbuto. Il pappo, singolo e brunastro, è peloso per peli robusti, setolosi e scabri.

## Biologia
- Impollinazione: l'impollinazione avviene tramite insetti (impollinazione entomogama tramite farfalle diurne e notturne).
- Riproduzione: la fecondazione avviene fondamentalmente tramite l'impollinazione dei fiori (vedi sopra).
- Dispersione: i semi (gli acheni) cadendo a terra sono successivamente dispersi soprattutto da insetti tipo formiche (disseminazione mirmecoria). In questo tipo di piante avviene anche un altro tipo di dispersione: zoocoria. Infatti gli uncini delle brattee dell'involucro si agganciano ai peli degli animali di passaggio disperdendo così anche su lunghe distanze i semi della pianta.

## Distribuzione e habitat
La maggior parte delle specie sono endemiche della Cina sud-occidentale, Tibet e del Myanmar; una rappresentanza si trova in Afghanistan.

## Tassonomia
La famiglia di appartenenza di questa voce (Asteraceae o Compositae, nomen conservandum) probabilmente originaria del Sud America, è la più numerosa del mondo vegetale, comprende oltre 23.000 specie distribuite su 1.535 generi, oppure 22.750 specie e 1.530 generi secondo altre fonti (una delle checklist più aggiornata elenca fino a 1.679 generi). La famiglia attualmente (2021) è divisa in 16 sottofamiglie.

### Filogenesi
Il genere di questa voce appartiene alla sottotribù Lactucinae della tribù Cichorieae (unica tribù della sottofamiglia Cichorioideae). In base ai dati filogenetici la sottofamiglia Cichorioideae è il terz'ultimo gruppo che si è separato dal nucleo delle Asteraceae (gli ultimi due sono Corymbioideae e Asteroideae). La sottotribù Lactucinae fa parte del "quarto" clade della tribù; in questo clade è in posizione "basale" vicina alla sottotribù Hyoseridinae.
I caratteri più distintivi per questa sottotribù (e quindi per i suoi generi) sono:
- gli acheni spesso sono compressi con una quindicina di costolature;
- alla base gli acheni sono inseriti in un piccolo e liscio anello (carpoforo);
- il pappo ha una struttura omogenea;
- l'origine delle specie è prevalentemente del Vecchio Mondo (Mediterraneo e Himalaya).

La struttura filogenetica della sottotribù è ancora in fase di studio e completamento. Provvisoriamente è stata suddivisa in 10 lignaggi. Il genere di questa voce appartiene "Faberia lineage". Questo genere forma un clade ben supportato. Nelle analisi di tipo filogenetico del DNA nucleare il genere Faberia risulta posizionato su un ramo molto basale nella sottotribù Lactucinae (tra il genere Prenanthes e il genere Cicerbita, e il resto della sottotribù, in posizione politomica con il genere Lactuca). Tuttavia altre analisi del DNA del plastidio lo mostrano annidato nella sottotribù Crepidinae. Molto probabilmente è il risultato dell'evoluzione reticolata che coinvolge un antenato materno delle Crepidinae e un paterno antenato delle Lacucinae.  L'evidenza cariologica mostra una origine alloploide del genere da ibridazione tra antenati diploidi con x = 8 e x = 9 e la successiva duplicazione del genoma.
Dalle analisi filogenetiche Faberia è suddiviso in quattro cladi ben supportati: uno comprendente F. cavaleriei e F. nanchuanensis, il secondo F. faberi e F. sinensis, il terzo F. glaucescens e F. pinnatifida, e un quarto solo F. thibetica.
I caratteri distintivi per le specie di questo genere sono:
- il portamento è prevalentemente rosulato;
- i fiori per capolino sono da 5 a 30.;
- gli acheni hanno alcune coste (5 principali e 1 o 2 coste più strette nel mezzo delle prime).

Il numero cromosomico della specie è: 2n = 34.

### Elenco delle specie
Questo genere ha 10 specie:
- Faberia cavaleriei H.Lév.
- Faberia ceterach  Beauverd
- Faberia faberi  (Hemsl.) N.Kilian, Ze H.Wang & J.W.Zhang
- Faberia glaucescens  (Stebbins) Ying Liu, Y.S.Chen & Q.E.Yang
- Faberia lancifolia  J.Anthony
- Faberia nanchuanensis  C.Shih
- Faberia pinnatifida  Ying Liu, Y.S.Chen & Boufford
- Faberia silhetensis  (DC. ex Froel.) Sennikov
- Faberia sinensis  Hemsl.
- Faberia thibetica  Beauverd

### Sinonimi
Sono elencati alcuni sinonimi per questa entità:
- Faberiopsis C.Shih & Y.L.Chen